# Zádor, Baranya
Zádor este un sat în districtul Szigetvár, județul Baranya, Ungaria, având o populație de 327 de locuitori (2011). 

## Demografie
Componența etnică a satului Zádor
     Maghiari (80,85%)
     Romi (15,49%)
     Croați (1,69%)
     Germani (1,13%)
     Necunoscut (0,85%)
     Alții (0,85%)
Componența confesională a satului Zádor
     Romano-catolici (48,01%)
     Reformați (18,65%)
     Fără religie (11,62%)
     Necunoscută (21,71%)
Conform recensământului din 2011, satul Zádor avea 327 de locuitori. Din punct de vedere etnic, majoritatea locuitorilor (80,85%) erau maghiari, existând și minorități de romi (15,49%), croați (1,69%) și germani (1,13%). Apartenența etnică nu este cunoscută în cazul a 0,85% din locuitori. Nu există o religie majoritară, locuitorii fiind romano-catolici (48,01%), reformați (18,65%) și persoane fără religie (11,62%). Pentru 21,71% din locuitori nu este cunoscută apartenența confesională.